# Debrese
Debrese (macedónul: Дебреше, albánul Debreshi) település Észak-Macedóniában, a Pologi körzet Gosztivari járásában.

## Népesség
| Lakosok száma | 1600 | 1788 | 1882 | 2291 | 3213 | 179  | 4236 | 4847 | 2859 |
|               | 1948 | 1953 | 1961 | 1971 | 1981 | 1991 | 1994 | 2002 | 2021 |

2002-ben 4 847 lakosa volt, akik közül 4 739 albán, 93 macedón, 2 török, 1 bosnyák és 12 egyéb.